# Вантуз

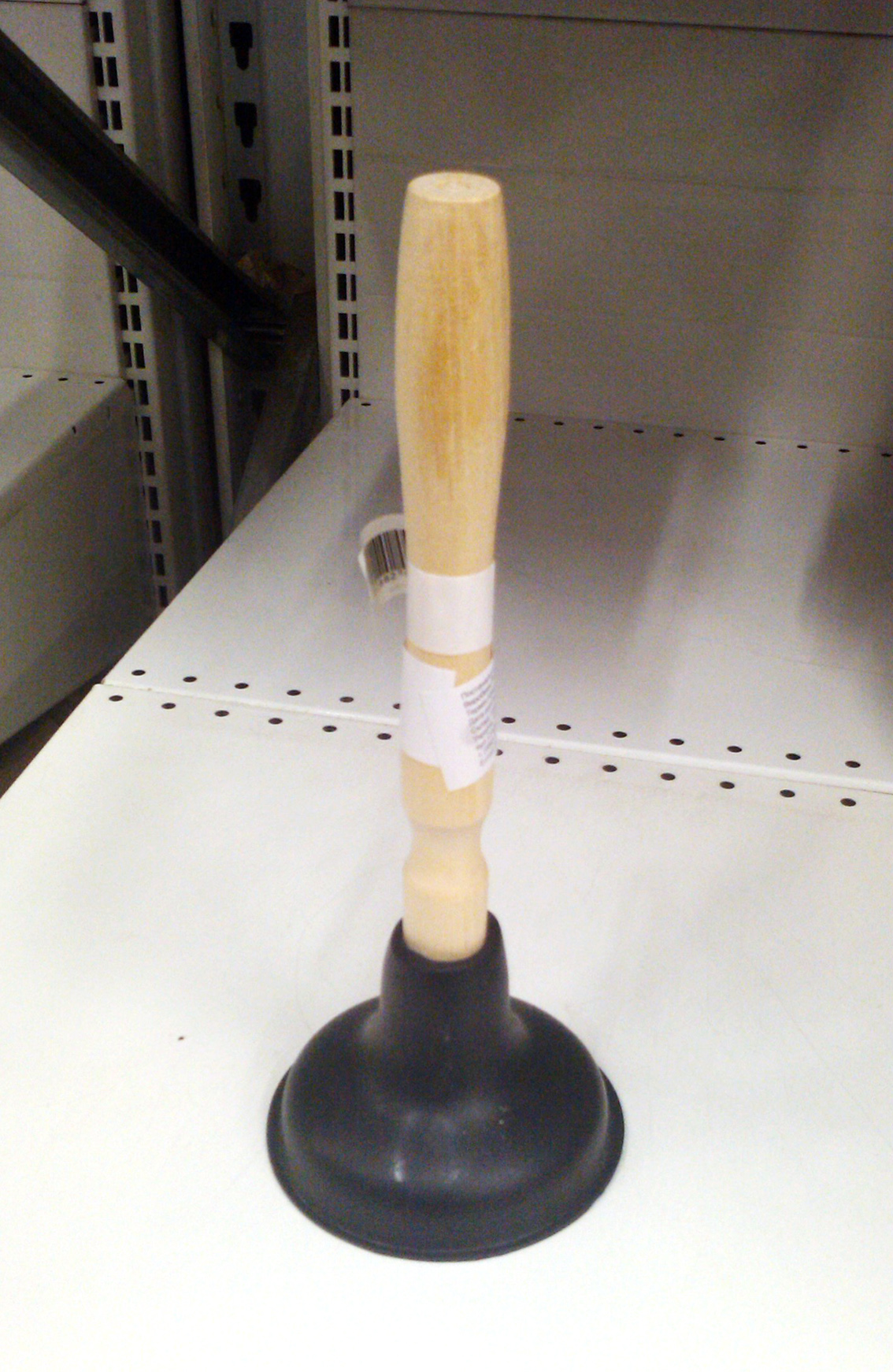
Вантуз

Ва́нтуз (від фр. ventouse — «присоска», «медична банка», з лат. ventosus — «вітряний») — сантехнічний ручний інструмент для механічного прочищення засмічень у трубах каналізації і видалення з них повітря, яке перешкоджає руху води, що стікає. Складається з гумового клапана і ручки.
Інше значення слова ва́нту́з (також з наголосом на останньому складі, англ. air escape valve, air hole, vent нім. Entlüftungsventil) — пристрій для автоматичного випускання повітря (газу) з водогінних труб.
Для більш ефективного застосування бажано застосовувати вантуз зануреним у воду, оскільки повітряна подушка під вантузом не дозволить досягти необхідного для прочищення коливання тиску у трубі.